# Аваї
Футбольний клуб «Аваї» (порт. Avaí Futebol Clube) — бразильський професіональний футбольний клуб з Флоріанополіса, штат Санта-Катаріна, заснований 1 вересня 1923 року. Клуб став відомим після того як відомий бразильський тенісист Густаво Куертен оголосив, що він є прихильником «Аваї». Їх домашній стадіон «Ресакада», місткістю 19000. Вони грають у синіх футболках, трусах і шкарпетках.

## Історія
Клуб був заснований коли бізнесмен Амадеу Хорн подарував комплект футбольної форми групі хлопчиків. Ці хлопчики зіграли з командою «Умайта» і перемогли. 1 вересня 1923 року в будинку Амадеу Хорна був заснований клуб, відомий як Avahy Foot-ball Club на той час. Команда була названа на честь битви Аваї у парагвайській війні. Наступного року він став першим чемпіоном штату Санта-Катаріна.
Клуб грав у бразильській Серії А шість разів: 1974, 1976, 1977, 1979, 2009 та 2010.
1998 року клуб виграв єдиний національний титул, третій дивізіон бразильського чемпіонату (Серія C). З 1999 року по 2008 рік, вони грали в Серії B.
2008 року вони вибороли третє місце і були підвищені в класі в Серію А перший раз за 29 років. У перший рік в Серії А, «Аваї» закінчили сезон на 6-ому місці, тим самим попавши у Кубок Лібертадорес. «Аваї» виграв найбільшу кількість чемпіонатів свого штату в XX столітті (13), і в цей час має однакову кількість чемпіонських титулів разом зі своїм суперником «Фігейренсе» за всю історію чемпіонатів штату Санта-Катаріна (15).

## Досягнення
- Бразильський третій дивізіон (Серія C): 1

1998
- Чемпіон штату Санта-Катаріни: 15

1924, 1926, 1927, 1928, 1930, 1942, 1943, 1944, 1945, 1973, 1975, 1988, 1997, 2009, 2010